# Le Tholy
Le Tholy település Franciaországban, Vosges megyében. Lakosainak száma 1495 fő (2022. január 1.). Le Tholy Rehaupal, Cleurie, La Forge, Gérardmer, Liézey, Sapois, Le Syndicat, Tendon és Vagney községekkel határos.

## Népesség
A település népességének változása:
| Lakosok száma | 1589 | 1584 | 1625 | 1573 | 1566 | 1555 | 1536 | 1515 | 1495 |
|               | 2013 | 2015 | 2016 | 2017 | 2018 | 2019 | 2020 | 2021 | 2022 |